# Hexafenylbenzen
Hexafenylbenzen je organická sloučenina obsahující benzenové jádro se šesti navázanými fenylovými skupinami. Jedná se o základní sloučeninu v rámci širší skupiny hexaarylbenzenů, sloučenin, jež jsou převážně předměty teoretického výzkumu.

## Příprava
Hexafenylbenzen se připravuje zahříváním tetrafenylcyklopentadienonu s difenylacetylenem v benzofenonu nebo jiném vysokovroucím rozpouštědlu. Nejprve Dielsovou–Alderovou reakcí vzniká hexafenyldienon, z nějž se poté oddělí oxid uhelnatý.
Hexafenylbenzen se, společně s 1,2,3,4-tetrafenylnaftalenem, vytváří při oligomerizaci difenylacetylenu katalyzované chromem.

## Struktura

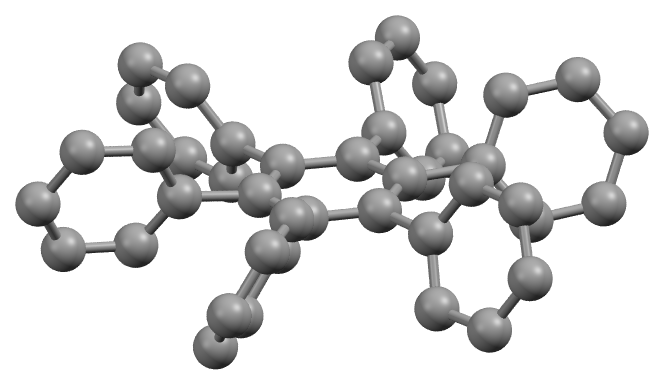
Znázornění krystalové struktury hexafenylbenzenu s rotací fenylových kruhů. Atomy vodíku pro názornost nejsou zobrazeny.

Stabilní konformace této sloučeniny obsahuje fenylové kruhy pootočené mimo centrální benzen. Molekula má vrtulovitý tvar, kde jsou fenylové skupiny pootočeny přibližně o 65°, v plynném skupenství jsou ale téměř rovnoběžné.